# Зенкова, Марина Аркадьевна
Марина Аркадьевна Зенкова (род. 25 августа 1955 года) — российский учёный-биохимик, член-корреспондент РАН (2022).

## Биография
Родилась 25 августа 1955 года.
В 2003 году — защитила докторскую диссертацию, тема: «Закономерности взаимодействия с РНК олигонуклеотидов, олигонуклеотидных конъюгатов и катализаторов гидролиза фосфодиэфирных связей»
Главный научный сотрудник, заведующая лабораторией Института химической биологии и фундаментальной медицины СО РАН (Новосибирск).
В 2022 году — избрана членом-корреспондентом РАН от Отделения биологических наук.

## Научная деятельность
Специалист по созданию интеллектуальных противоопухолевых препаратов на основе нуклеиновых кислот и средств доставки генотерапевтических препаратов в клетки.
Автор 556 научных работ, из них 272 статьи в научных изданиях, 15 глав в книгах, 19 патентов РФ, 250 тезисов докладов.
Основные научные результаты:
- разработаны оригинальные терапевтические нуклеиновые кислоты, подавляющие экспрессию опухоль ассоциированных генов на основе, а также средства их доставки в опухолевые клетки in vitro и in vivo;
- разработаны средства активации иммунной системы: оригинальные иммуностимулирующие РНК и противоопухолевые клеточные вакцины на основе геномодифицированных дендритных клеток;
- выяснены механизмы опосредующие антиметастатическое действие природных нуклеаз: выяснено, что молекулярными мишенями РНКазы А и ДНКазы I являются циркулирующие нуклеиновые кислоты опухолевых клеток, регулирующие события адгезии, пролиферации и дифференцировки опухолевых клеток.

Ведет преподавательскую деятельность: руководит исследованиями дипломников и аспирантов Новосибирского государственного университета и Новосибирского государственного медицинского университета, член Ученого совета ИХБФМ СО РАН, диссертационного совета Д 003.045.01 на базе ИХБФМ СО РАН, эксперт РАН, РФФИ и РНФ, председатель государственной экзаменационной комиссии при Новосибирском государственном медицинском университете.
Под её руководством защищены 2 докторских и 14 кандидатских диссертаций.

## Награды
- Премия имени М. М. Шемякина (совместно с В. В. Власовым, А. Г. Веньяминова, за 2019 год) — за цикл работ «Фундаментальные основы конструирования „интеллектуальных“ терапевтических препаратов на основе нуклеиновых кислот»